# Bruno Massot
Bruno Massot (Caen, 28 januari 1989) is een Frans-Duits kunstschaatser.

## Carrière
Massot was in de periode 2011 tot en met 2014 een paar met Daria Popova, samen haalden ze top tien plaatsen op de Europese kampioenschappen. Na afloop van het seizoen 2013-2014 wisselde Massot van partner: hij koos voor de Duitse Aliona Savchenko. Massot en Savchenko moesten kiezen tussen de Franse en Duitse nationaliteit. Samen kozen ze ervoor om voor Duitsland uit te komen. De Franse bond gaf Massot in oktober 2015 toestemming voor zijn overgang naar de Duitse bond
Massot en Savchenko wonnen samen in hun eerste seizoen de bronzen medaille bij de Europese kampioenschappen en de zilveren medaille op de wereldkampioenschappen. Massot behaalde in 2018 zijn grootste succes met de gouden medaille op de Olympische Spelen en de wereldtitel.

## Belangrijke resultaten
2011-2014 met Daria Popova (voor Frankrijk uitkomend)
2015-2018 met Aliona Savchenko (voor Duitsland uitkomend)
| Kampioenschap | 2012 | 2013 | 2014 |  | 2015   | 2016   | 2017 | 2018 |
| ------------- | ---- | ---- | ---- |  | ------ | ------ | ---- | ---- |
| OS paren      |      |      |      |  |        |        | Goud |      |
| WK paren      |      |      | 15e  |  | Brons  | Zilver | Goud |      |
| EK paren      | 8e   | 7e   | 11e  |  | Zilver | Zilver |      |      |

1908: Anna Hübler / Heinrich Burger ·
1920: Ludovika Jakobsson / Walter Jakobsson ·
1924: Helene Engelmann / Alfred Berger ·
1928: Andrée Joly / Pierre Brunet ·
1932: Andrée Brunet / Pierre Brunet ·
1936: Maxi Herber / Ernst Baier ·
1948: Micheline Lannoy / Pierre Baugniet ·
1952: Ria Baran / Paul Falk ·
1956: Sissy Schwarz / Kurt Oppelt ·
1960: Barbara Wagner / Robert Paul ·
1964: Ljoedmila Belooesova / Oleg Protopopov ·
1968: Ljoedmila Belooesova / Oleg Protopopov ·
1972: Irina Rodnina / Aleksej Oelanov ·
1976: Irina Rodnina / Aleksandr Zajtsev ·
1980: Irina Rodnina / Aleksandr Zajtsev ·
1984: Jelena Valova / Oleg Vasiljev ·
1988: Jekaterina Gordejeva / Sergej Grinkov ·
1992: Natalja Misjkoetjonok / Artoer Dmitrijev ·
1994: Jekaterina Gordejeva / Sergej Grinkov ·
1998: Oksana Kazakova / Artoer Dmitrijev ·
2002: Jelena Berezjnaja / Anton Sicharoelidze en Jamie Salé / David Pelletier ·
2006: Tatjana Totmjanina / Maksim Marinin ·
2010: Shen Xue / Zhao Hongbo ·
2014: Tatjana Volosozjar / Maksim Trankov ·
2018: Aliona Savchenko / Bruno Massot ·
2022: Sui Wenjing / Han Cong